# Gallegos del Río (kommunhuvudort)
Gallegos del Río är en kommunhuvudort i Spanien.   Den ligger i provinsen Provincia de Zamora och regionen Kastilien och Leon, i den nordvästra delen av landet, 250 km nordväst om huvudstaden Madrid. Gallegos del Río ligger 719 meter över havet och antalet invånare är 722.
Terrängen runt Gallegos del Río är huvudsakligen platt. Gallegos del Río ligger nere i en dal. Runt Gallegos del Río är det mycket glesbefolkat, med 7 invånare per kvadratkilometer. Närmaste större samhälle är Alcanizes, 14,8 km väster om Gallegos del Río. 